# Гвидо Мазети
Гвидо Мазети (итал. Guido Masetti рођен 22. новембра 1907,  † 26. новембра 1993) био је италијански фудбалски голман и менаџер. Мазети важи за једног од најбољих голмана 1930-их, а постао је светски првак са Италијом 1934. и 1938. године. Од 2015. Мазетија је Рома уврстила у Кућу славних Ромe.

## Клупска каријера
Мазети је рођен у Верони и започео је каријеру у Хелас Верони. Прво је играо у везном реду, a на крају је постао голман. За Рому играо је од 1930. до 1943. наступио је на 339 мечева, освојивши италијанску титулу у сезони 1941–42

## Међународна каријера
Мазети је сматран једним од најбољих голмана тридесетих и четрдесетих година прошлог века. одиграо само две утакмице за Италију, 5. априла 1936. и 12. новембра 1939. оба пута против Швајцарске. Ипак, успео је да прослави победу на Светском купу 1934. године у Италији и 1938. године у Француској под тренером Витором Поком. На оба такмичења за италијанску репрезентацију је искориштен само као замена Ђанпјера Комбија и Алда Оливијерија. Мазети је освојио два светска купа 1934. и 1938. године, а да није играо ниједну утакмицу.

## Тренерска каријера
Тренерска каријера Гвида Мазетија није била тако успешна као играчка каријера. Прво је тренирао Губио 1910 где је остварио сјајан успех, освојивши титулу италијанске треће дивизије, што је невиђени подвиг у историји клуба. 
Затим је радио као тренер играча у Роми од 1943. до 1945. године и бринуо се за тим током Другог светског рата, победивши у римском првенству. Гвидо Мазети вратио на тренерску клупу Роме неколико пута. Током 1950 их био је менаџер Роме на десет утакмица (5 у сезони 1950–51 и још 5 у сезони 1956–57. 
У сезони 1952. провео је кратак период у Палерму, где је завршио једанаести на шампионату. И коначно, три године после свог боравка у Палерму, тренирао је Колеферо једну сезону.

## Смрт
Умро је у 86. години у Риму .

## Успеси у каријери

### У клубу
- Рома
  - Серија А : 1941–42 ; (Победа): 1930–31 , 1935–36
  - Куп Италије: 1936–37, 1940–41

### Међународни
- Италија
  - Светски куп ФИФА : 1934 , 1938

### Индивидуално
- Кућа славних Ромe : 2015[3]